# مهر ساهاکیان
مهر ساموئلی ساهاکیان (ارمنی: Մհեր Սամվելի Սահակյան؛ زادهٔ ۳۰ ژانویهٔ ۱۹۸۸) یک  سیاستمدار اهل ارمنستان است که از تاریخ ۲۰۲۱ تا تاریخ ۲۰۲۶ سمت نمایندگی دوره هشتم مجلس ملی جمهوری ارمنستان را برعهده داشت.

## زندگی‌نامه
در ۳۰ ژانویهٔ ۱۹۸۸ در ایروان به دنیا آمد و از دانشگاه دولتی ایروان فارغ‌التحصیل شد. 